# 中島菜刀
中島 菜刀（なかじま さいとう、1902年8月16日 - 1955年7月19日）は、日本の画家。
中島菜刀は、明治35年（1902年）、鳥取県八頭郡賀茂村（現在の八頭町）にて村芝居の巡業一座の座長格の父と結髪担当の母の両親の元に生まれた。幼いころからの恵まれた画才から、郷里の人々の後援を得て京都市立絵画専門学校（現在の京都市立芸術大学）に学ぶ。苦学をしながらも卒業し、昭和4年（1929年）第16回日本美術院展に初入選を果たし、以降院展を主な舞台として活躍した。昭和16年（1941年）『樹海』が横山大観から激賞され、翌年『薫風梨園』が第29回院展で第三席（白寿賞・この年の絵画の部では最高位）を獲得し、その高い画力が認められる。しかし戦中戦後の混乱の中で病を得て、昭和30年（1955年）52歳で生涯を閉じた。菜刀の作品は里山の景観や農山村で働く人々など日本の故郷の原風景にあふれている。

## 年譜
年譜は角秋勝治『画集　中島菜刀』掲載の年譜を抄録し、一部他の参考文献の情報を加えた。
- 1902年（明治35年）8月16日、鳥取県八頭郡賀茂村（現在の八頭町）稲荷60番地の山根家で、父岩蔵・母ふゆの長男として生まれる。本名益雄。父は表具師もしていた。村巡業の歌舞伎一座のリーダー格として因幡・但馬・美作地方を回る。母は結髪担当。菜刀も両親に連れられ遍歴。
- 1909年（明治42年） - 八頭郡河原町、修徳尋常高等小学校（のちの西郷小）に入学。同校で代用教員をしていた田中寒楼に薫陶を受ける。母方の「中島」姓に変わる。5歳頃から画才を発揮していた。
- 1916年（大正5年） - 岡山県の寺崎広業門下の黒住青鸞に俳画を学ぶ。
- 1917年（大正6年） - 田中寒楼に俳句を学ぶ。
- 1919年（大正8年） - 画号「紫翠」「溢」を名乗る。大日本漢文学会普通科終了。出身地の篤志家の援助で上洛し、鳥取市出身の画家・八百谷冷泉の紹介で円山派・山元春挙の画塾「早苗会」に入り学ぶ。
- 1921年（大正10年） - 京都市立絵画専門学校（現在の京都市立芸術大学）に入学。同期に毛利秋晃がいた。養鶏場で働きながら通学。
- 1925年（大正14年） - 養鶏場で働いていたことから画号「菜刀」を名乗る。田中寒楼と共同生活。
- 1926年（大正15年） - 京都市立絵画専門学校を卒業。卒業制作は『群鶏』。あさと結婚し一乗寺の借家に住む。田中寒楼も同居。日本美術院試作展に『浄瑠璃寺』『詩仙堂』入選。冨田溪仙に私淑。
- 1929年（昭和4年） - 第16回院展に『松葉かき』初入選。
- 1930年（昭和5年） - 第17回院展に『五箇山大牧の温泉』『五箇山菅沼村』入選。
- 1931年（昭和6年） - 第18回院展に『豌豆とり』入選。院友に推挙。（以降、第19・20・23・24・25・26・27・28・29・30回に入選）
- 1932年（昭和7年） - 寒楼とともに約4か月間の九州旅行。京都一乗寺に自宅新築。
- 1933年（昭和8年） - 鳥取市元大工町の木工芸家・虎尾雅夫方を事務所に「菜刀後援会」結成される。
- 1941年（昭和16年） - 第28回院展で『樹海』入選、横山大観に激賞される。
- 1942年（昭和17年） - 第29回院展で『薫風梨園』が第三席（白寿賞・この年の絵画の部では最高位）を獲得。
- 1947年（昭和22年） - 吉田璋也に肋膜炎と診断される。
- 1951年（昭和26年） - 院展での再起を期し上洛。9月病床に伏す。
- 1955年（昭和30年） - 7月19日、撫松庵（京都）で没す。墓は左京区一乗寺の圓光寺。